# رادوسلاف ديميتروف
رادوسلاف ديميتروف (بالبلغارية: Радослав Димитров)‏ هو لاعب كرة قدم بلغاري في مركز الدفاع، ولد في 12 أغسطس 1988 في لوفتش في بلغاريا. شارك مع منتخب بلغاريا تحت 21 سنة لكرة القدم ومنتخب بلغاريا لكرة القدم. أما مع النوادي، فقد لعب مع سلافيا صوفيا وليفسكي صوفيا ونادي بوتوشاني ونادي لوكوموتيف بلوفديف ونادي ليتكس لوفتش ونادي يونيفيرسيتاتيا كرايوفا.

## وصلات خارجية
- رادوسلاف ديميتروف على موقع قاعدة بيانات كرة القدم.إي يو (الإنجليزية)
- رادوسلاف ديميتروف على موقع ناشيونال فوتبول تيمز (الإنجليزية)
- رادوسلاف ديميتروف على موقع Soccerway.com (الإنجليزية)
- رادوسلاف ديميتروف على موقع عالم كرة القدم.نت (الإنجليزية)